# БХ телеком
БХ телеком д. д. Сарајево је телекомуникациони оператор са седиштем у Сарајеву. Први су пустили у рад ГСМ мрежу у Босни и Херцеговини. У већинском је власништву Федерације Босне и Херцеговине.

## Пословање
За сваку од својих делатност БХ Телеком има посебан бренд и то су:
- BH Line за фиксну телефонију.
- BH Mobile за мобилну телефонију.
- BIHNet за интернет услуге.
- BIHpak за пренос података.
- Moja TV за ИПТВ.